# 建窑
建窑是福建省南平市建阳区水吉镇的古瓷窑，建立于唐代建宁府建安，后迁往建阳，宋、元达到极盛。建窑瓷体较薄，色浅黑而滋润，有黄斑、滴珠。建窑烧制的茶盏被称为建盏。宋代建窑烧制的白兔毫毛茶盏很流行。
建窑古瓷窑址是全国重点文物保护单位。

## 考古过程

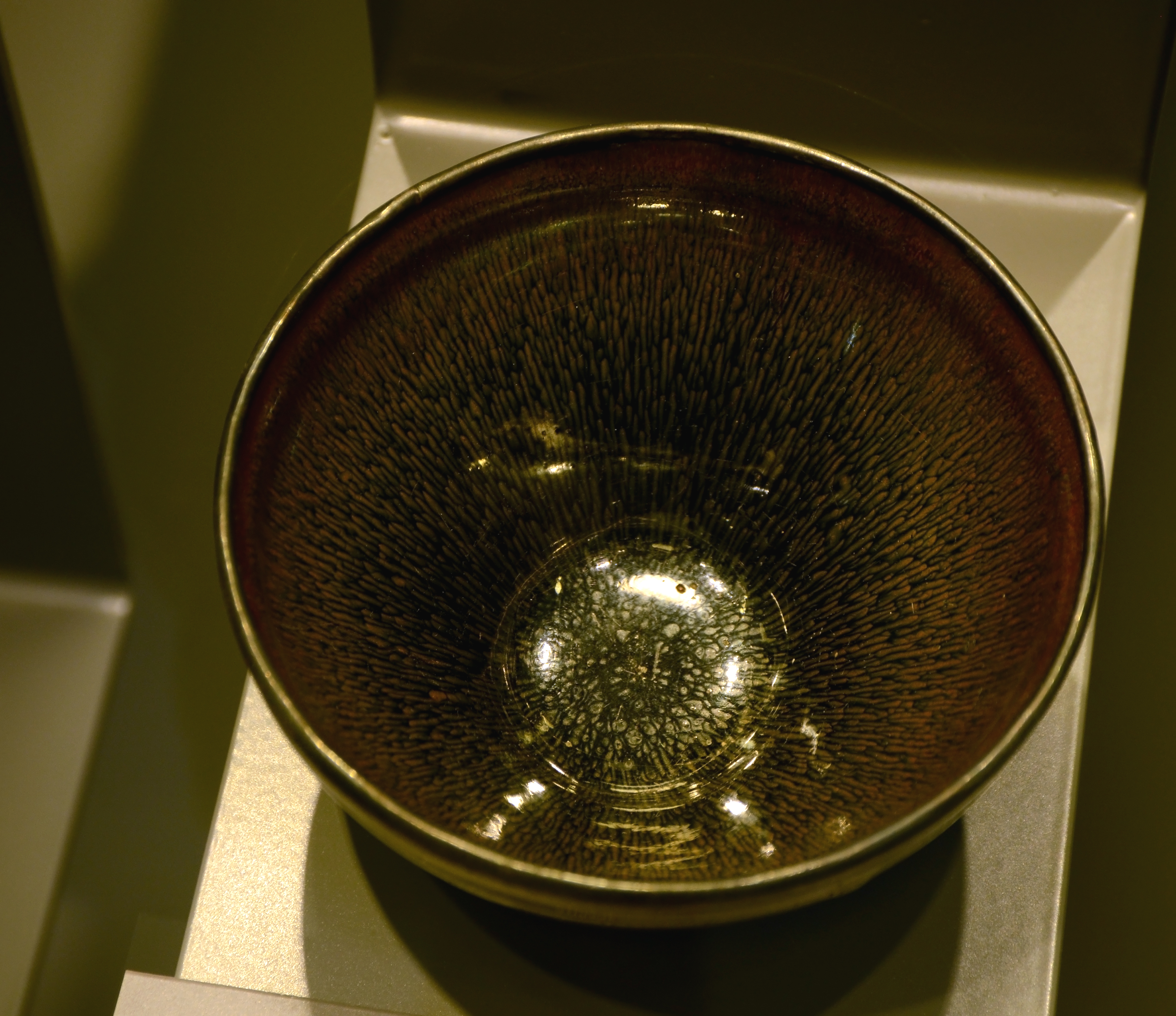
一个宋代的黑釉金兔毫建盏

建窑遗址位于建阳区水吉镇，废品堆积散布于池中村、后井村周围的芦花坪、大路后门、源头坑、牛皮仑、营长墘（又名社长埂）、庵尾山（又名庙尾山）等处山坡上，范围达10余万平方米。20世纪50年代以来，遗址多次发掘。其中大规模考古发掘共4次：1960年10月、1977年夏、1989年5月至1990年5月、1991年10月至1992年4至7月。期间清理了10几座龙窑，依靠瓷器标本以及窑具、工具标本证明，建窑创烧于晚唐、五代时期，当时以烧造青釉瓷器为主，兼烧少量黑釉瓷。宋代是建窑的兴盛时期，大量烧造黑釉茶盏，兼烧部分青釉、青白釉瓷。元代以后，建窑渐趋衰落，至清代，曾一度烧造青花瓷。